# Mina-Fundición La Tortilla
La Mina-Fundición La Tortilla es un complejo minero-metalúrgico inactivo que se ubica en el término municipal de Linares,  provincia de Jaén, en el conocido como paraje del cortijo de la Vega. Está incluido en el Catálogo General del Patrimonio Histórico Andaluz. Constituye el testimonio de unos modos de producción específicos, unas culturas del trabajo y unas formas de vida determinadas en torno a esta instalación minera. Se trata del conjunto minero-industrial mejor conservado de la zona, aunque amenazado actualmente por usos indebidos e incontrolados. Sus primitivos filones ya eran conocidos desde mediados del siglo XVI, siendo explotados desde entonces a pequeña escala, sin demasiado éxito, hasta que en 1864 fueron adquiridos por el empresario inglés Thomas Sopwith.

## Descripción
Las instalaciones que conforman el complejo de la fundición son testimonio de uno de los más importantes enclaves de transformación de mineral y producción de plomo de la península ibérica. Utilizando la más moderna tecnología de la época, denominada Cornish, caracterizada por el empleo del vapor en el desagüe de galerías y labores de extracción, originó diversas instalaciones en la estructura territorial, dependiendo la situación de caminos, accesos, edificios y escombreras de la ubicación de la veta de mineral. En este caso se explotaron dos filones, uno al norte y otro más al sur, muy cercanos, resultando evidente la alineación generada por los mismos.

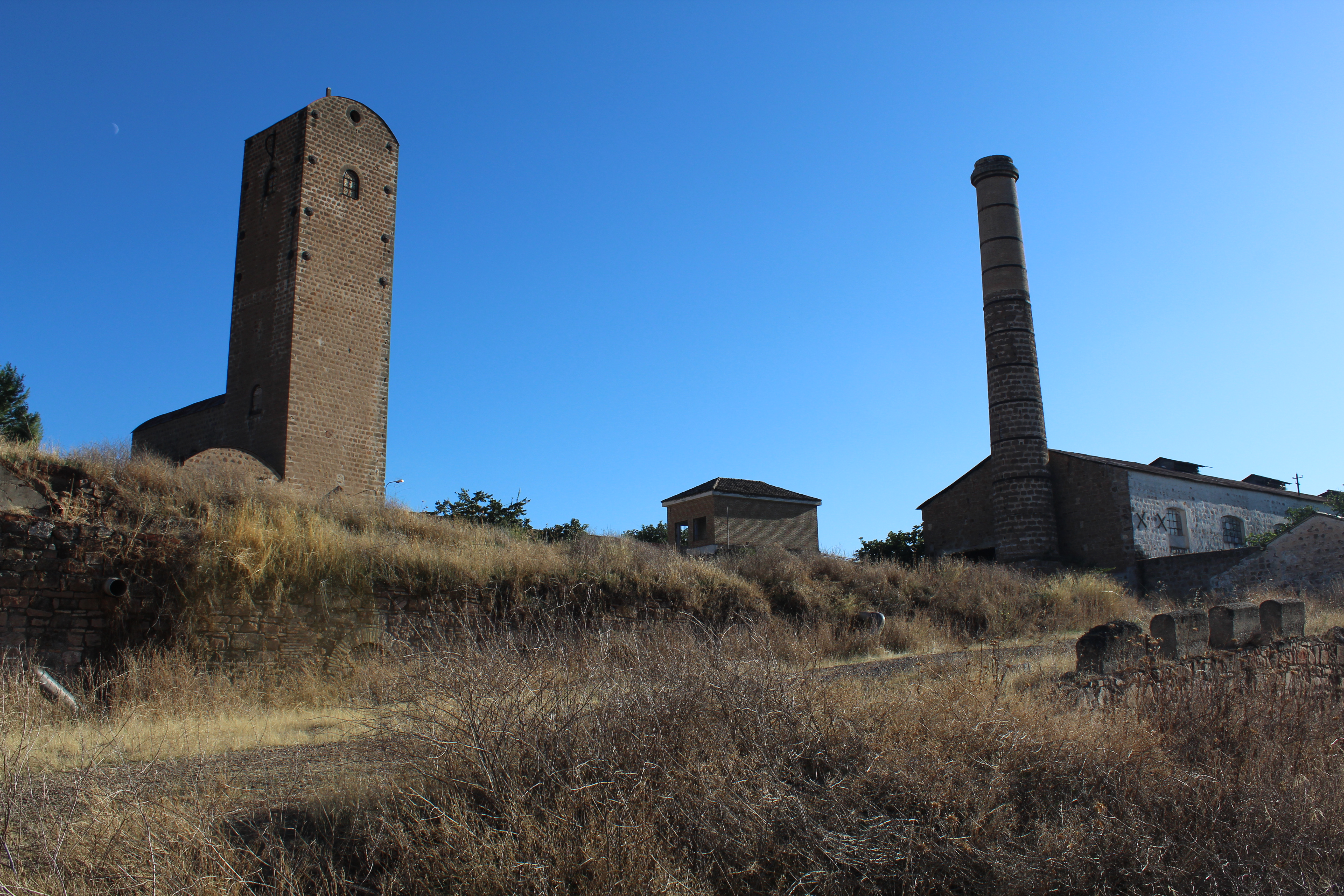
Torre de perdigones a la izquierda y nave con chimenea que correspondería a la máquina de vapor que impulsaba la maquinaria de laminación del plomo.

El complejo de La Tortilla, construido entre 1875 y 1885, fue considerado como el más completo de Europa surgido a raíz de la segunda revolución industrial, siendo la única factoría en España que realizaba todo el proceso productivo del plomo, desde su extracción y fundición hasta la fabricación. En tan solo tres kilómetros
se concentra de forma representativa el proceso minero-metalúrgico acaecido en el distrito de Linares-La Carolina, abarcando, entre el filón septentrional y meridional, desde la extracción directa en pozos hasta el transporte (mediante el apartadero de Sopwith y la línea ferroviaria), la fundición del mineral y un poblado que
atendía las labores de servicios, oficinas, talleres y viviendas de empleados. Propiedad en su origen de una compañía inglesa, estuvo bajo la dirección de la familia Sopwith hasta que se traspasó a principios del siglo XX a dos compañías francesas.
El 27 de julio de 2012 fue incluido en el Catálogo General del Patrimonio Histórico Andaluz, como Bien de Interés Cultural, con la tipología de Lugar de Interés Industrial, mediante una resolución publicada el 29 de julio de 2011 en el Boletín Oficial de la Junta de Andalucía.

## Historia

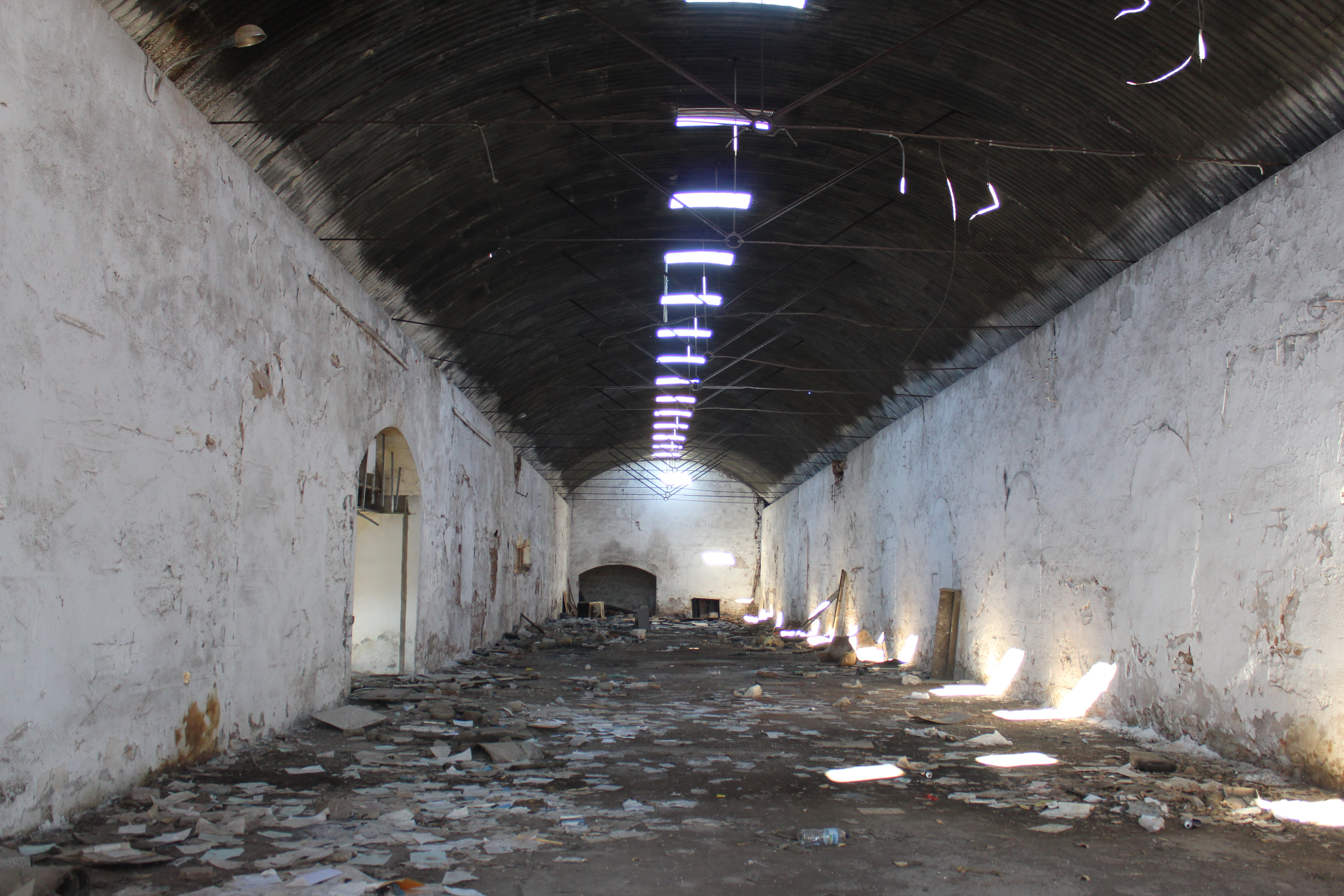
Interior de la nave de laminación de planchas de plomo.

El complejo minero-metalúrgico fue construido sobre dos filones cercanos, uno al norte y otro más al sur. El filón septentrional, más corto, no fue tan explotado como el meridional, posiblemente debido a una falla que desplazó este filón, creando zonas de roca muy fracturada que hicieron difíciles las labores mineras. El filón meridional fue progresivamente explotado en dirección sur, profundizando paulatinamente en los yacimientos más ricos de mineral, y adquiriendo para ello concesiones en esta dirección, como las cuatro limítrofes de 1868 (Arturo, Dichosa, Buena Ventura y San Antonio) así como Lord Derby en 1869 y Lord Salisbury a finales de la década de 1870, situada al sur y lindando con Lord Derby.
El precitado empresario británico Thomas Sopwith fue quien explotó de forma productiva los ricos filones de La Tortilla, a través de la compañía The Spanish Lead Company Limited. Se importó la tecnología Cornish para la explotación de los pozos de mineral, siendo los de la concesión Lord Derby la piedra angular de la empresa. Para incrementar la productividad, su hijo Thomas Sopwith Jr. creó una nueva sociedad, Thomas Sopwith & Cª Limited. Fue un hombre con gran iniciativa y experiencia en trabajos mineros, de manera que en 1871 fue nombrado primer vicecónsul en Linares gracias a sus méritos empresariales.
El periodo de mayor bonanza económica de la empresa fue entre 1864 y 1892, durante el cual se construye la Fundición de La Tortilla (1885), ubicada de forma longitudinal a la concesión Lord Derby. En 1893 se consigue que la Compañía de los Ferrocarriles Andaluces proyectase un ramal que circundase las inmediaciones del centro en el marco de la línea ferroviaria que unía Linares con Puente Genil. Tras el fallido intento de Kidd, Sopwith y Power de unir los pozos de Lord Salisbury (Pozo Victoria) y Lord Derby (pozos San Federico y Santa Annie), se sucedieron los problemas de productividad y de desagües en las concesiones aristocráticas de Santa Annie y San Federico, que llevaron a su cierre entre 1907-1910 y al traspaso de la propiedad a la Societé des Anciens Établissements Sopwith junto con la Sociedad de Peñarroya. Desde entonces, Lord Derby permanecerá inactiva en manos de la Sociedad Minera y Metalúrgica de Peñarroya hasta su adquisición por CYMJA. La fundición estuvo funcionando hasta bien entrada la década de 1960. Actualmente tanto la fundición como la concesión Lord Derby son propiedad del Ayuntamiento de Linares.

## Áreas
La Mina-Fundición La Tortilla se ha dividido para su mejor descripción y comprensión en cuatro áreas identificadas bajo las siguientes denominaciones:
- Fundición La Tortilla.
- Concesión Lord Derby.
- Concesión Lord Salisbury.
- Camino norte-sur.

### Fundición La Tortilla

#### Complejo Palmerston
El Complejo Palmerston incluye los restos que se han conservado del pozo Palmerston así como del antiguo lavadero. El pozo contaba con tres muros de mampostería, cerrado por una cuarta pared de bloques de hormigón, pero no cubierto. Junto a él queda la chimenea de lo que fueron los edificios para casa de máquina y las instalaciones de vapor. Iniciado en 1865, fue un pozo de principal actividad en los primeros tiempos de la compañía Sopwith.

#### Poblado de La Tortilla
En esta zona se encuentran no sólo los restos del poblado sino también otras instalaciones de superficie frente a la fundición y restos de los pozos Engine y Camel. Hoy en día se observan por ejemplo los restos de las viviendas de los mineros y de los edificios para escuelas, oficinas, establos, cuartel de la Guardia Civil, polvorín, capilla y el antiguo viceconsulado francés, entre otros.

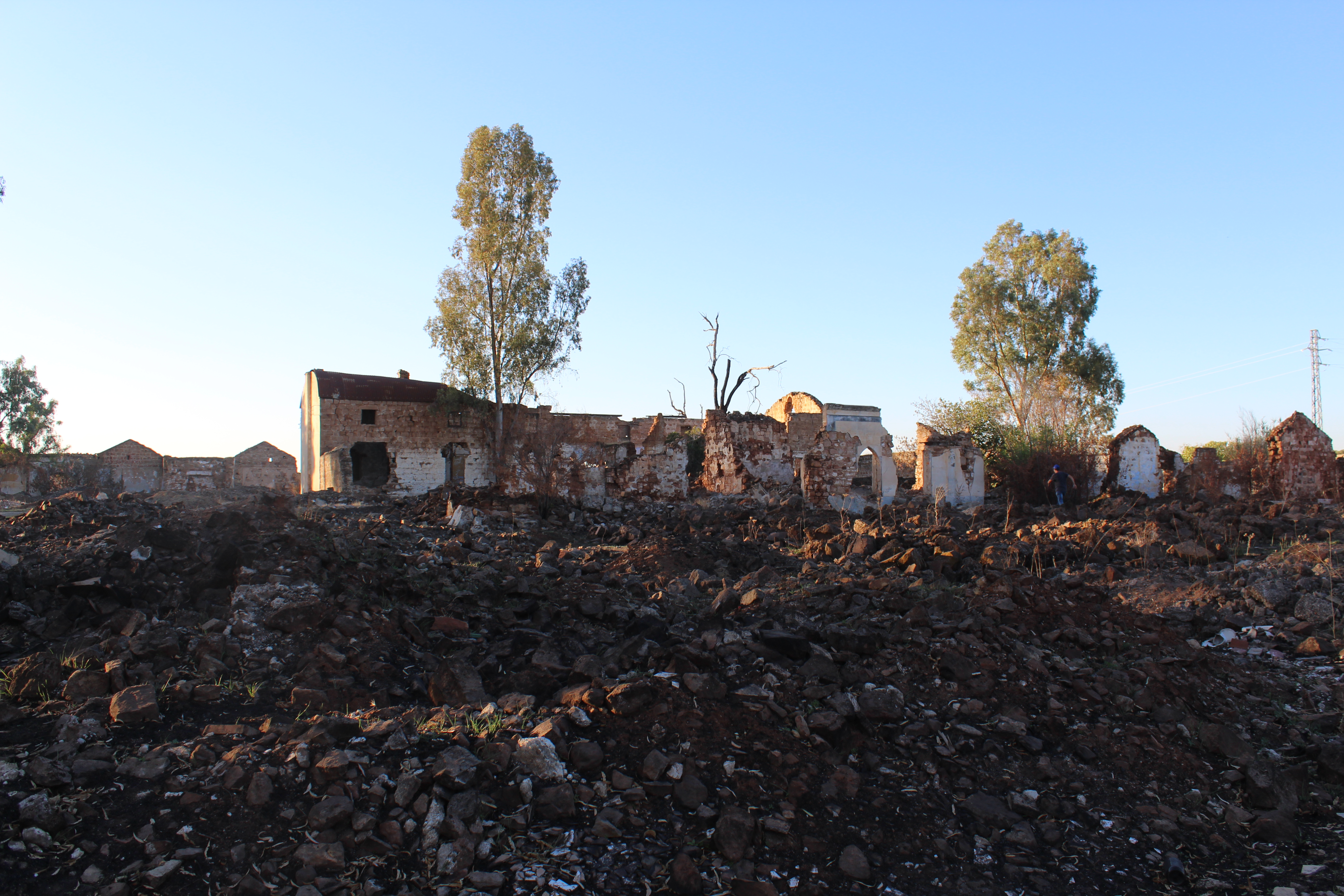
Restos del poblado de La Tortilla.

#### Lavadero de La Tortilla
En él se encuentran restos del lavadero moderno de flotación de la década de 1960 que incluía dos molinos de bolas, dos clasificadores Adkins de flotación, celdas y tanques de decantación y celdas de flotación. También se conserva un dique de estériles, muy alterado en la actualidad, así como parte del Pozo Violeta.

#### Chimeneas de La Tortilla
Se trata de dos chimeneas con tramo de base de mampostería y tramos superiores de ladrillo, que recibían los humos procedentes de la fundición a través de una densa red de conductos. Constituyen un importante hito visual del área de la fundición.

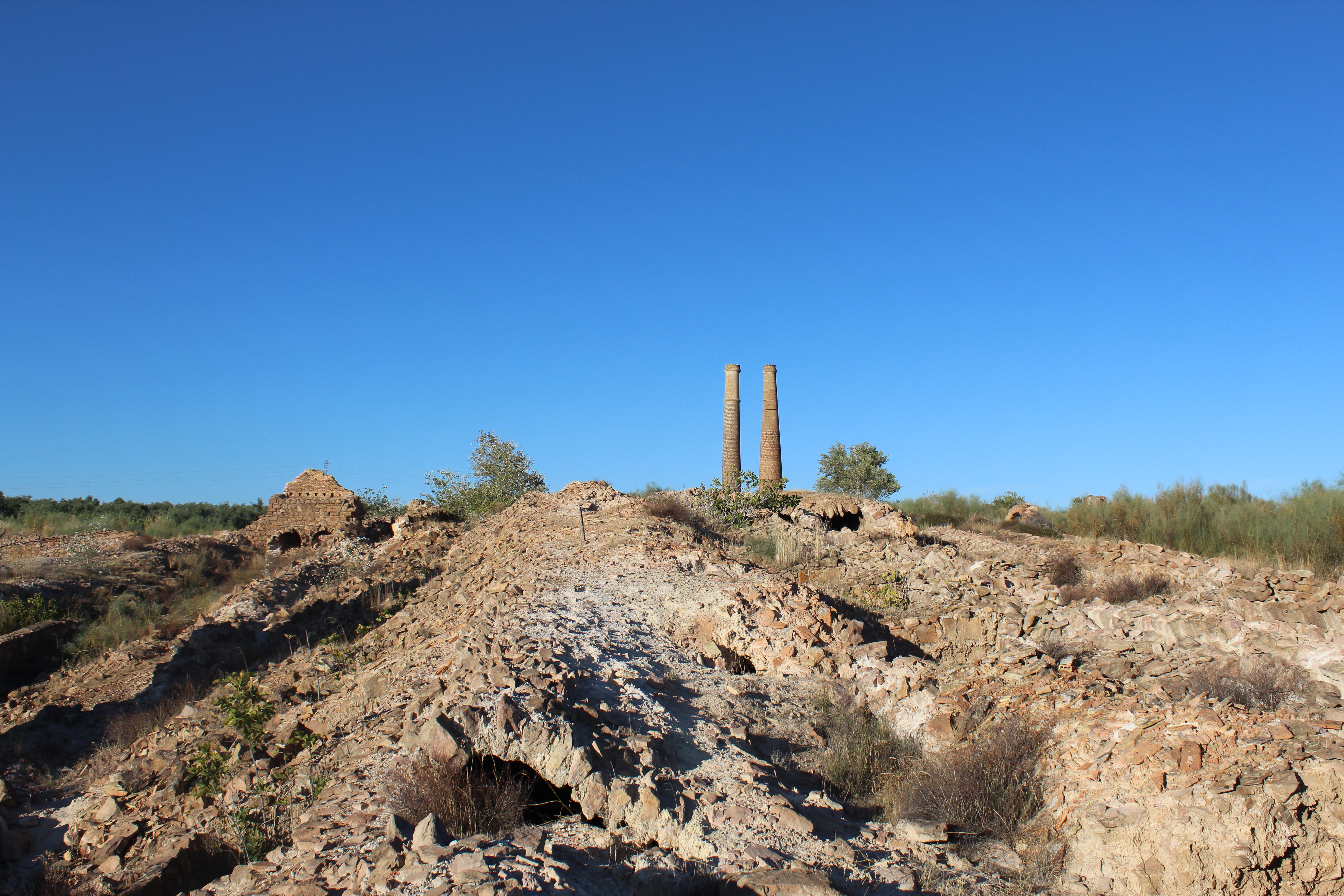
Chimeneas de La Tortilla.

#### Altos hornos y nave de sacos
Complejo donde se transformaba el mineral y se daba salida a los humos procedentes de la combustión; se conservan tolvas, restos de raíles, charcas, pasarelas y un complejo entramado de conducciones para la evacuación de humos. En la nave de sacos se realizaba una primera filtración mediante unos sacos suspendidos en una estructura de hierro con agujeros, para intentar rescatar el plomo suspendido en el humo antes de llegar a la zona de chimeneas.

#### Escoriales
Es uno de los pocos escoriales conservados en el distrito minero. Se trata de una gran zona situada junto a la fundición, donde se vertían las escorias procedentes de la misma mediante contenedores cónicos que originaban montones con la misma forma.

#### Fundición La Tortilla
Inaugurada en 1874 por Thomas Sopwith, la Fundición La Tortilla incorporó los más destacados avances tecnológicos de la época, siendo tan avanzada que llegó a ser la única factoría en España que realizara todo el proceso productivo del plomo, desde su extracción y fundición hasta la obtención de tubos, chapas y munición. Recibía el mineral de las propias minas de La Tortilla, así como de otras concesiones del área.
En cuanto a las comunicaciones, la fundición precisó de una red de vías de transporte y accesos, como la red de caminos y el enlace con el ramal de la línea de ferrocarril Linares-Puente Genil, del cual sólo se conserva el trazado y un puente (ubicado al norte del muro perimetral que rodea el complejo de la fundición, erigido para canalizar y evacuar el agua, y para permitir el acceso extramuros hacia la zona de evacuación de humos). También contaba con tres caminos: el de Bailén, que desembocaba en el término municipal y que actualmente corre paralelo al tramo de autovía entre Bailén y Linares; el camino de La Tortilla, que desemboca actualmente en la carretera A-6100; y el camino Tortilla-Cañada Incosa o Cuesta de San Pedro, que atraviesa la parte más septentrional del escorial.
Dentro de lo que se considera la fundición en sí misma hay que destacar varios elementos: seis naves, tolvas, una báscula, una central eléctrica, una torre de perdigones, el puente sobre el arroyo Los Curas y un muro perimetral.

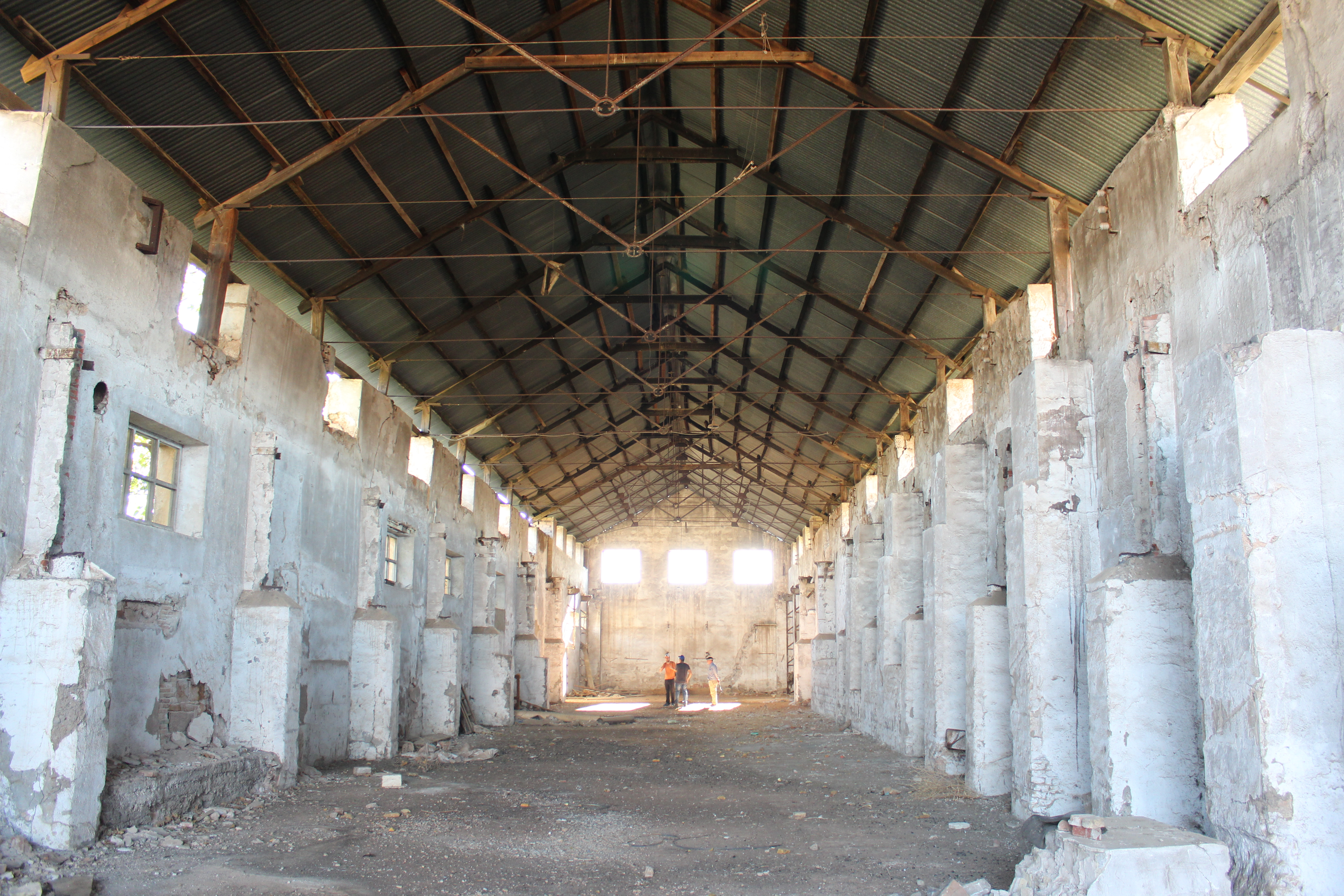
Interior de una de las naves de fundición.

### Concesión Lord Derby
Unido a esta área aparece de nuevo el tramo final del antiguo camino norte-sur.

#### Pozo San Federico
Se inició en 1870. En el edificio adjunto se encuentra el pozo de bombas, con señales que sugieren que tuvo un cilindro colgado sobre él, como máquina de acción directa. Incluye casa de máquina de bombeo Cornish (con tejado curvo de chapa ondulada de acero), casa para dos calderas, chimenea, restos de asentamiento de compresor, construcción auxiliar, pozo maestro y pozo de contrapeso.

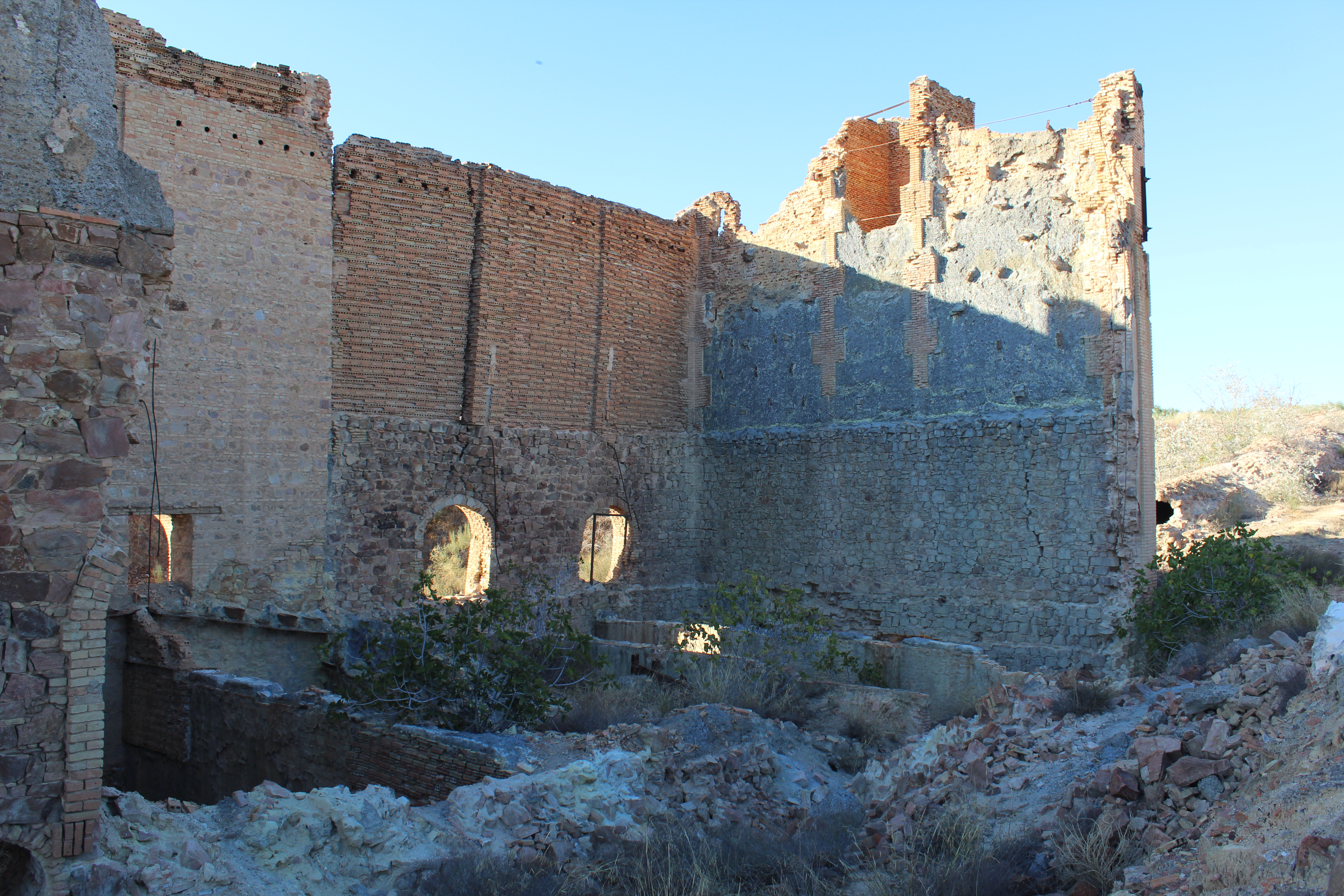
Interior de la nave de sacos.

#### Pozo Santa Annie
Incluye casa de máquina de bombeo Cornish (con tejado curvo de chapa ondulada de acero), casa para tres calderas, restos de casa de máquina de extracción, foso de contrapeso, asentamiento de máquinas auxiliares exteriores e instalación auxiliar.

#### Chimenea de Lord Derby
Esta chimenea servía para evacuar los humos de los Pozos San Federico y Santa Annie. Se construye con arenisca que se remata mediante ladrillos.

### Concesión Lord Salisbury

#### Pozo Victoria
Así bautizado en honor a la reina Victoria, es el único elemento existente en esta área que incluye una casa de máquina horizontal de extracción con dependencia para chimenea. Fue adquirido en 1878 y comenzó a explotarse en 1890. Contaba con una casa para máquina horizontal de bombeo, con caldera al costado, cuya función era la de ayudar a las máquinas cornish de la vecina Lord Derby a evacuar las abundantes aguas de la mina.

### Camino norte-sur
Fue el eje físico de unión de todo este complejo de la Mina-Fundición. Se mantuvo en funcionamiento desde, al menos, el último tercio del siglo XIX, sirvió para el transporte de mineral del área de la concesión Lord Derby a la fundición y como vía de desplazamiento de los trabajadores. Se conserva también parte del camino en la fundición y en la Concesión Lord Derby.

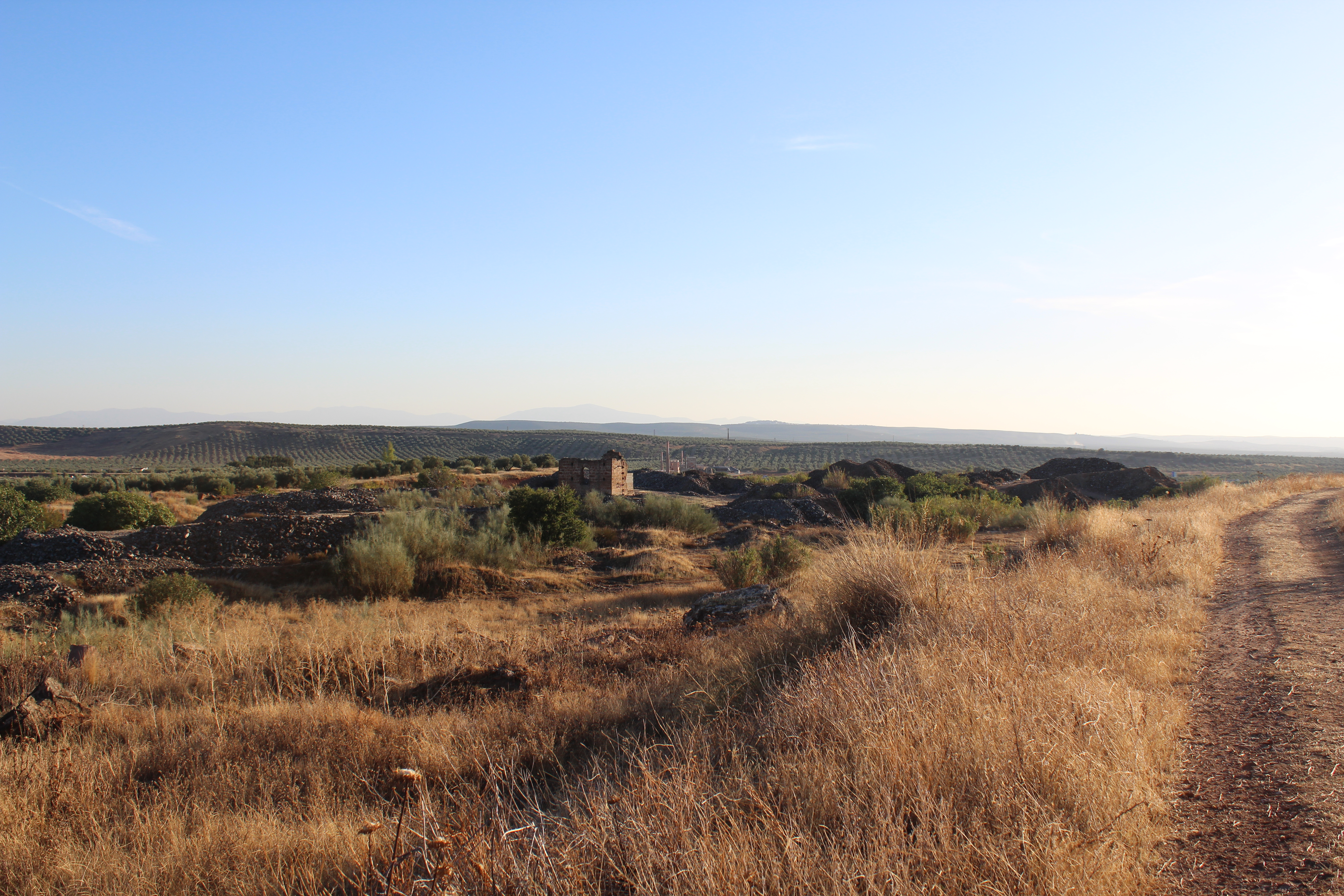
Camino norte-sur.

#### Tramo norte del camino
Discurre desde la fundición hasta la intersección con la A-312 Linares-Beas de Segura (excluida del Bien), continuando el tramo de pista y volviendo a interrumpirse con la A-32 o N-322 Linares. - L.P. Albacete.

#### Tramo sur del camino
Continuación de la pista o antiguo camino norte-sur. Tramo comprendido entre la A-32 y el trayecto que conecta con la Concesión Lord Derby, cortado por la carretera de circunvalación A-32 o N-322.